# Parafia Męczeństwa św. Jana Chrzciciela w Rychtalu
Parafia Męczeństwa Świętego Jana Chrzciciela w Rychtalu – parafia rzymskokatolicka należąca do dekanatu Trzcinica diecezji kaliskiej. Została utworzona w XVI wieku. Mieści się przy ulicy Kościelnej. Prowadzą ją księża diecezjalni.